# Coffea canephora
Caféier robusta
« Robusta » redirige ici. Pour les autres significations, voir Robusta (homonymie).
Espèce
Synonymes
- Coffea canephora L. Linden

Variétés de rang inférieur
- C. c. nganda[1]
- C. c. robusta

Classification phylogénétique
Le caféier robusta (Coffea canephora) est un arbuste de la famille des Rubiacées.
Autres noms communs : café robusta, caféier.

## Description
Le « robusta » (Coffea canephora) est originaire d'Afrique, où il existe à l'état spontané de l'Ouganda à la Guinée. Il nécessite moins d'entretien que le Coffea arabica et est donc moins cher à produire. Il contient aussi plus de caféine que l'arabica : de 1,7 % à 4 %, contre 0,8 % à 1,4 %.

## Production

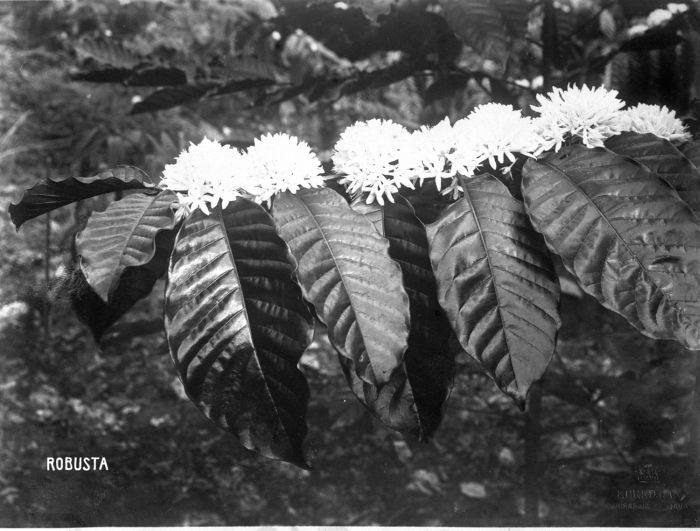
Fleurs d'arbuste de Robusta en Indonésie.

Le robusta représente désormais 35 % de la production mondiale, contre 25 % dans les années 1980. Les principaux producteurs sont aujourd'hui le Viêt Nam (18 millions de sacs de 60 kg en 2008), le Brésil (11 millions de sacs) et dans une moindre mesure l'Indonésie (6 millions de sacs), ces pays représentant à eux trois 75 % de la production mondiale de robusta. Le Viêt Nam présente la particularité d'être un nouveau venu dans la production de café et de ne  produire pratiquement que du robusta.

## Utilisation
Les grains d'arabica sont considérés comme supérieurs, ce qui fait que le robusta voit son utilisation limitée au café bas de gamme, souvent pour en augmenter le volume. Il est aussi utilisé dans le café instantané et dans des mélanges pour espresso, afin que sa mousse caractéristique, la crema, puisse se former.
En France, les robustas représentaient environ 30 % des importations de café vert en 2008.